# Agostino Depretis
Agostino Depretis (13. ledna 1813 Mezzana Corti – 29. července 1887 Stradelli) byl italský liberální politik, dvakrát italský premiér (1876–1879 a 1881–1887).
V roce 1834 absolvoval právnickou fakultu v Pavii, v 1848 v době jara národů byl poslancem prvního parlamentu Piemontu; byl odpůrcem Cavoura. V roce 1853, pravděpodobně protože předvídal porážku, se neúčastnil Mazziniho povstání v Miláně. V roce 1860 byl jedním z vůdců expedice tisíce na Sicílii. Od března 1876 do července 1887 byl (s přestávkou 1879–1881) ministerským předsedou. Zavedl všeobecnou povinnou a bezplatnou školní docházku dětí ve věku od 6 do 9 let a v roce 1882 nový liberální volební systém. V zahraniční politice usiloval o sblížení s Centrálními mocnostmi; v roce 1882 byl jedním ze signatářů Trojspolku. Zahájil koloniální expanzi Itálie v Africe. Když byli v lednu 1887 italští vojáci poraženi Etiopany v bitvě u Dogali, jeho vláda podala demisi, nicméně v dubnu Depretis stanul v čele nové vlády; zemřel o několik měsíců později.